# Кронсхаген
Кронсхаген (нем. Kronshagen) — община в Германии, в земле Шлезвиг-Гольштейн. 
Входит в состав района Рендсбург-Экернфёрде.  Население составляет 12 128 человек (на 31 декабря 2010 года). Занимает площадь 5,35 км².